# Голендри (станція)
Голендри — лінійна залізнична станція Козятинської дирекції Південно-Західної залізниці на електрифікованій дільниці Козятин I — Вінниця між зупинними пунктами Миколаївка (5 км) та Черепашинці (7 км). Розташована у селищі Голендри Хмільницького району Вінницької області. 
Відстань до станції Козятин I — 21 км, до станції Вінниця — 43 км.

## Вокзал
Вокзал станції пройшов капітальний ремонт у 2011 році. Працює каса, зал чекання.

## Історія
Станція відкрита 1870 року.
В ніч з 11 на 12 грудня 1919 року через станцію під час Зимового походу проходив Кінний полк Чорних Запорожців Армії УНР і здобув її.
Впродовж 8 січня 1944 року війська 1-го Українського фронту, продовжуючи наступ, оволоділи районним центром Вінницької області Іллінці, а також з боями зайняли понад 60 інших населених пунктів, серед яких і залізнична станція Голендри.

## Пасажирське сполучення
Станція приймає сім пар приміських електропоїздів Козятин I — Вінниця та Козятин I — Жмеринка та дві пари регіональних поїздів сполученням Київ — Жмеринка та Київ — Гречани. В інший час доби проїзд до Києва відбувається з пересадкою на станції Козятин I або Вінниця.
Основні пасажири станції — це мешканці станційного поселення і сусідніх сіл, які їздять до Вінниці на роботу або возять туди молочну продукцію.